# Rodovia Beira–Lobito
A Rodovia Transafricana 9 (TAH 9), também conhecida como Rodovia Beira – Lobito, é uma rodovia transnacional que faz parte da Rede Rodoviária Transafricana, sob responsabilidade da Comissão Econômica das Nações Unidas para a África, do Banco Africano de Desenvolvimento, da União Africana e dos Estados nacionais atravessados.
A rodovia tem um comprimento de 3.523 km, atravessando Angola, República Democrática do Congo, Zâmbia, Zimbábue e Moçambique, percorrendo os territórios do pretendido projeto do Mapa Cor-de-Rosa. Liga dois dos principais portos africanos, o do Lobito e o da Beira.
Em Angola, no trecho entre Lobito e Luau, a rodovia recebe o nome de Estrada Nacional nº 250 (EN-250); já em Moçambique, entre a Beira e Machipanda, recebe o nome de rodovia Nacional nº 6 (N6).
Não é pavimentada em toda a sua extensão e, até mesmo os trechos com pavimentação asfáltica, tem conservação precária, pontes deterioradas e falta de sinalização. Outra questão que colabora para o seu atual estágio de degradação é o intenso fluxo veicular e volume de carga transportado.

## Trecho angolano
No trecho angolano, que recebe o nome de Estrada Nacional nº 250 (EN-250), é a segunda maior e uma das mais importantes rodovias do país, com 1126 km de extensão. Duas capitais provinciais, Luena e Cuíto, são conectadas por essa via, além de permitir acesso rápido ao Huambo e à Benguela. No Alto–Hama a TAH 9 intersecciona a Rodovia Transafricana 3 (TAH 3/EN-120).
No período colonial, o Império Português chegou a enfrentar os povos ovimbundos, na primeira e na segunda guerra, pelo controle dessa via, quera era a rota comercial até o Reino Lunda; a estrada até então era conhecida como Caminho do Planalto Central.

## Trecho moçambicano
No trecho moçambicano, que recebe o nome de Rodovia Nacional nº 6 (N6), possui 305 km de extensão, sendo um dos troncos logísticos vitais da nação, na medida em que serve para escoar os produtos de importação e exportação do Zimbábue, com o porto da Beira tornando-se o mais privilegiado aceso marítimo para esta nação parceira.